# Hydroptila setigera
Hydroptila setigera is een schietmot uit de familie Hydroptilidae. De soort komt voor in het Australaziatisch gebied.